# Synagoga Pokoju w Strasburgu

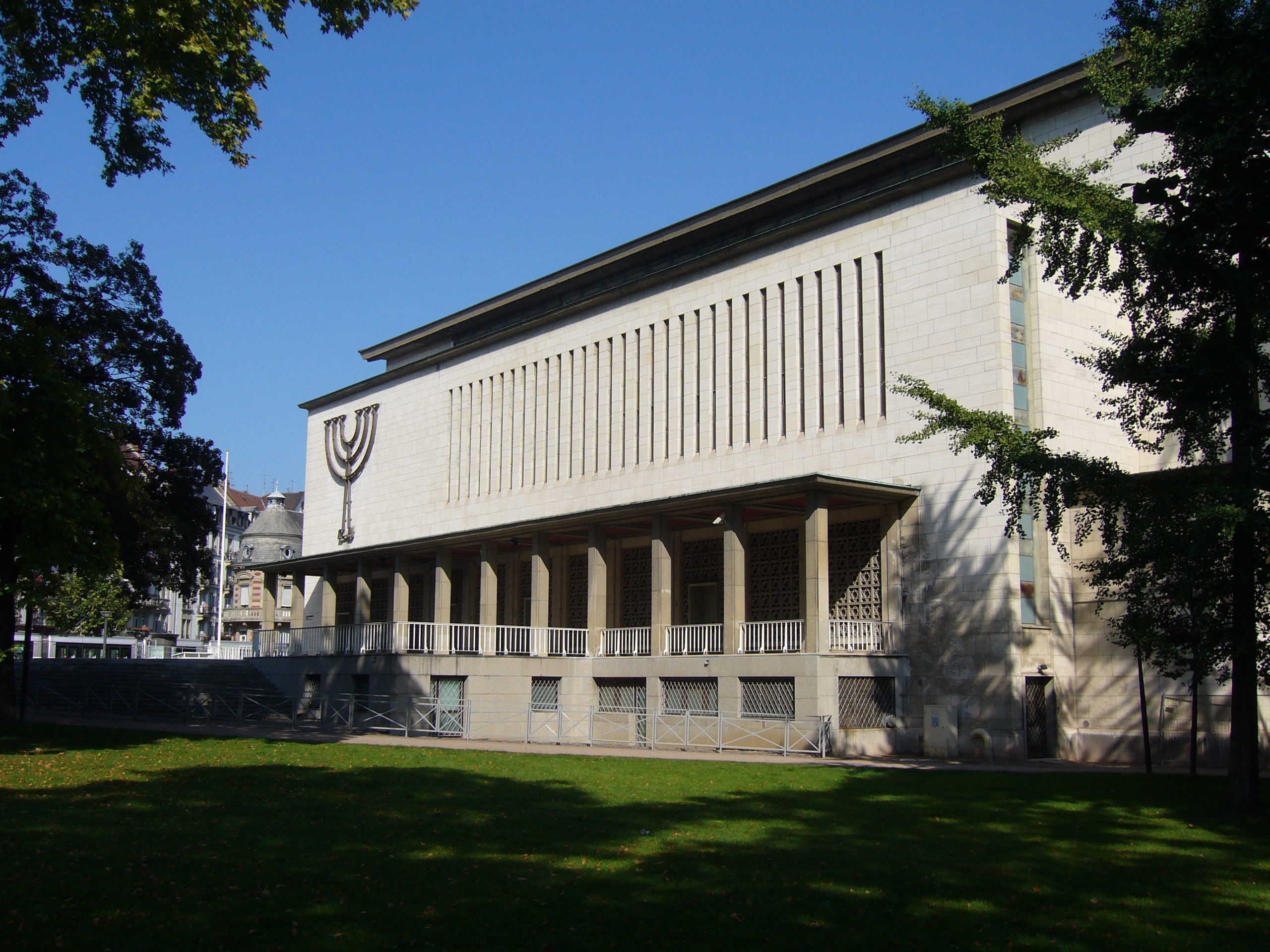

Synagoga Pokoju w Strasburgu – czynna synagoga aszkenazyjska w Strasburgu, połączona z żydowskim centrum kulturalnym. Została zbudowana po II wojnie światowej na miejscu Starej Synagogi w Strasburgu zniszczonej przez hitlerowców 12 września 1940. 

## Historia
Gmina żydowska w Strasburgu została całkowicie zniszczona w czasie II wojny światowej. W 1945 do miasta zaczęli przyjeżdżać pojedyncze osoby, które przeżyły deportację. Do 1948 posiadały one swoją kaplicę z budynku jednej ze szkół. W tym roku władze miasta przekazały Żydom dawny budynek miejskiego arsenału. W tym samym czasie uzgodniono, że odradzająca się gmina wybuduje nową synagogę na parceli przekazanej przez miasto w zamian za teren zajmowany przez Starą Synagogę przy bulwarze Kleber. Nowa lokalizacja obiektu była położona przy ulicy de la Paix (Pokoju), co sprawiło, że świątynia zyskała potoczną nazwę Synagogi Pokoju. 
Prace budowlane trwały od 1954 do 1958, przy tworzeniu projektu obiektu uczestniczyli architekci Claude Meyer-Lévy, Jean-Paul Berst, René Heller i na krótko Gustave Stoskopff. Oficjalnego otwarcia budynku dokonano 23 marca 1958. 

## Architektura
Synagoga Pokoju reprezentuje nowoczesny styl architektoniczny. Wejście do niej prowadzi poprzez szeroki przedsionek po schodach, pod dwunastoma prostopadłościennymi kolumnami reprezentującymi 12 plemion Izraela. Na fasadzie wyrzeźbiona jest menora. Zachodnia ściana synagogi dekorowana jest siecią żelaznych Gwiazd Dawida, wykonanych przez Gilberta Poillerata. 
We wnętrzu znajduje się, oprócz głównej sali modłów, znajduje się radio żydowskie, centrum kulturalne. Z Synagogą Pokoju sąsiaduje niewielki budynek sefardyjskiej synagogi Rambam. 